# Ніязбеков Шакен Онласинович
Шакен Онласинович Ніязбеков (12 жовтня 1938, Джамбул, Казахська РСР — 16 серпня 2014, Алма-Ата, Казахстан; каз. Шәкен Оңласынұлы Ниязбеков) — казахський художник, автор сучасного прапора Казахстану. Заслужений діяч мистецтв Казахстану.

## Біографія
Шакен Онласинович Ниязбеков народився 12 жовтня 1938 року в місті Джамбул (зараз Тараз) Казахської Радянської Соціалістичної Республіки. Закінчивши школу, він вступив в знамените тоді «Мухинське училище» (так іноді в ЗМІ називають Ленінградське вище художньо-промислове училище ім. В. І. Мухіної). Під час навчання він взяв участь у реставраційних роботах Ісаакіївського собору, Ермітажу, декількох палаців. У наступні тридцять років Шакен Онласинович активно брав участь у багатьох мистецьких конкурсів.
Багато картин художника, такі як «Құрманғазы», «Көбік шашқан», «Исатай Тайманов», «Абай», «Шоқан Уәлиханов», «Мұхтар Әуезов», «Сирим Датұлы», «Жамбыл», «Қазақстаннан келген солдат», «Ана», вважаються дуже цінними і часто стають експонатами на виставках.
Також Шакен Онласинович є автором герба Алма-Ати.

### Створення прапора Республіки Казахстан

Прапор Казахстану, створений Шакеном Ніязбековим

У 1992 році він взяв участь у конкурсі на державний прапор Республіки Казахстан. Загалом на конкурс було надіслано понад 600 робіт 1200 художників з Казахстану, країн СНД, Монголії, Німеччини, Туреччини та багатьох інших країн. Прапор, створений Шакеном Ніязбековим, пройшов кілька етапів відбору, і виграв в конкурсі. 4 червня 1992 року був прийнятий Закон Республіки Казахстан «Про Державний прапор Республіки Казахстан».. Згідно з текстом цього Закону:

Стаття 3. Державний прапор Республіки Казахстан являє собою прямокутне полотнище блакитного кольору із зображенням у центрі сонця з променями, під яким — ширяючий орел. Біля древка — вертикальна смуга з національним орнаментом. Зображення сонця, проміння, орла та орнаменту — кольору золота. Відношення ширини прапора до його довжини — 1:2.